# Souppes-sur-Loing
Pour les articles homonymes, voir Loing (homonymie).
Souppes-sur-Loing est une commune française située dans le département de Seine-et-Marne, en région Île-de-France.
En 2022, elle compte 4 974 habitants.

## Géographie

### Localisation
La commune de Souppes-sur-Loing se trouve au sud-est du département de Seine-et-Marne, en région Île-de-France, entre Nemours, au nord, et Montargis au sud, à la limite du département du Loiret (région Centre-Val de Loire).

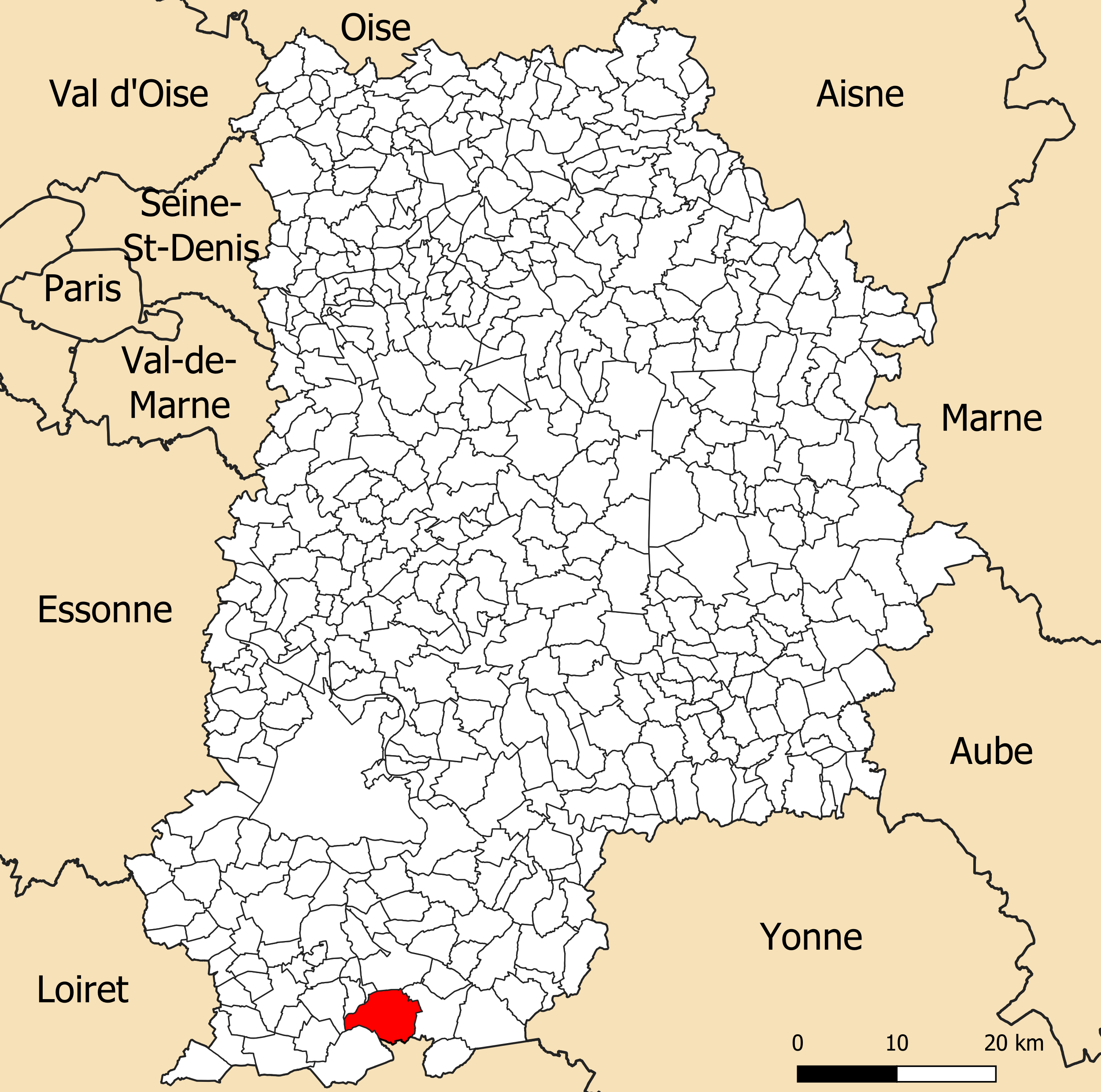
Localisation de Souppes-sur-Loing dans le département de Seine-et-Marne.

Elle se situe à 48,48 km par la route de Melun, préfecture du département, à 31,97 km de Fontainebleau, sous-préfecture, et à 10,81 km de Nemours, bureau centralisateur du canton de Nemours dont dépend la commune depuis 2015.
La commune est par ailleurs ville-centre du bassin de vie de Souppes-sur-Loing.

### Communes limitrophes
Les communes les plus proches sont : 
La Madeleine-sur-Loing (3,2 km), Château-Landon (4,6 km), Poligny (4,7 km), Dordives (5,0 km), Bagneaux-sur-Loing (5,8 km), Bougligny (5,9 km), Chenou (6,0 km), Chaintreaux (6,5 km).
| La Madeleine-sur-Loing | Bagneaux-sur-Loing Poligny |                   |
| Bougligny              | Souppes-sur-Loing          | Chaintreaux       |
| Château-Landon         |                            | Dordives (Loiret) |

### Géologie et relief
Le territoire de la commune se situe dans le sud du Bassin parisien, plus précisément au nord-est de la région naturelle du Gâtinais. Les paysages sont constitués d'un grand plateau de calcaire lacustre recouvert d'une couche de lœss. Ce calcaire siliceux, très dur, mêlé à des marnes de différentes couleurs, et souvent caverneux (phénomène de meuliérisation), est reconnaissable à ses vacuoles étirées remplies de cristaux de calcite et à sa patine blanche (elle a la propriété de blanchir au contact de l'eau de pluie en exsudant du calcin). Cette roche est une excellente pierre de construction qui a été exploitée depuis l'époque gallo-romaine dans des carrières à ciel ouvert. Elle est encore exploitée de façon industrielle à Souppes-sur-Loing sous le nom de « pierre de Souppes » qui a fourni des pierres pour de très nombreux monuments, notamment parisiens comme l'arc de triomphe de l'Étoile (à partir de 1806), la basilique du Sacré-Cœur de Montmartre (à partir de 1878), les assises de la tour Eiffel (1889), l'agrandissement de la Sorbonne à la fin du XIXe siècle, des parties du palais du Louvre et des Tuileries (1908).
L'altitude varie de 62 mètres à 130 mètres pour le point le plus haut, le centre du bourg se situant à environ 71 mètres d'altitude (mairie).
Géologiquement intégré au bassin parisien, qui est une région géologique sédimentaire, l'ensemble des terrains affleurants de la commune sont issus de l'ère géologique Cénozoïque (des périodes géologiques s'étageant du Paléogène au Quaternaire) et du Crétacé supérieur,.

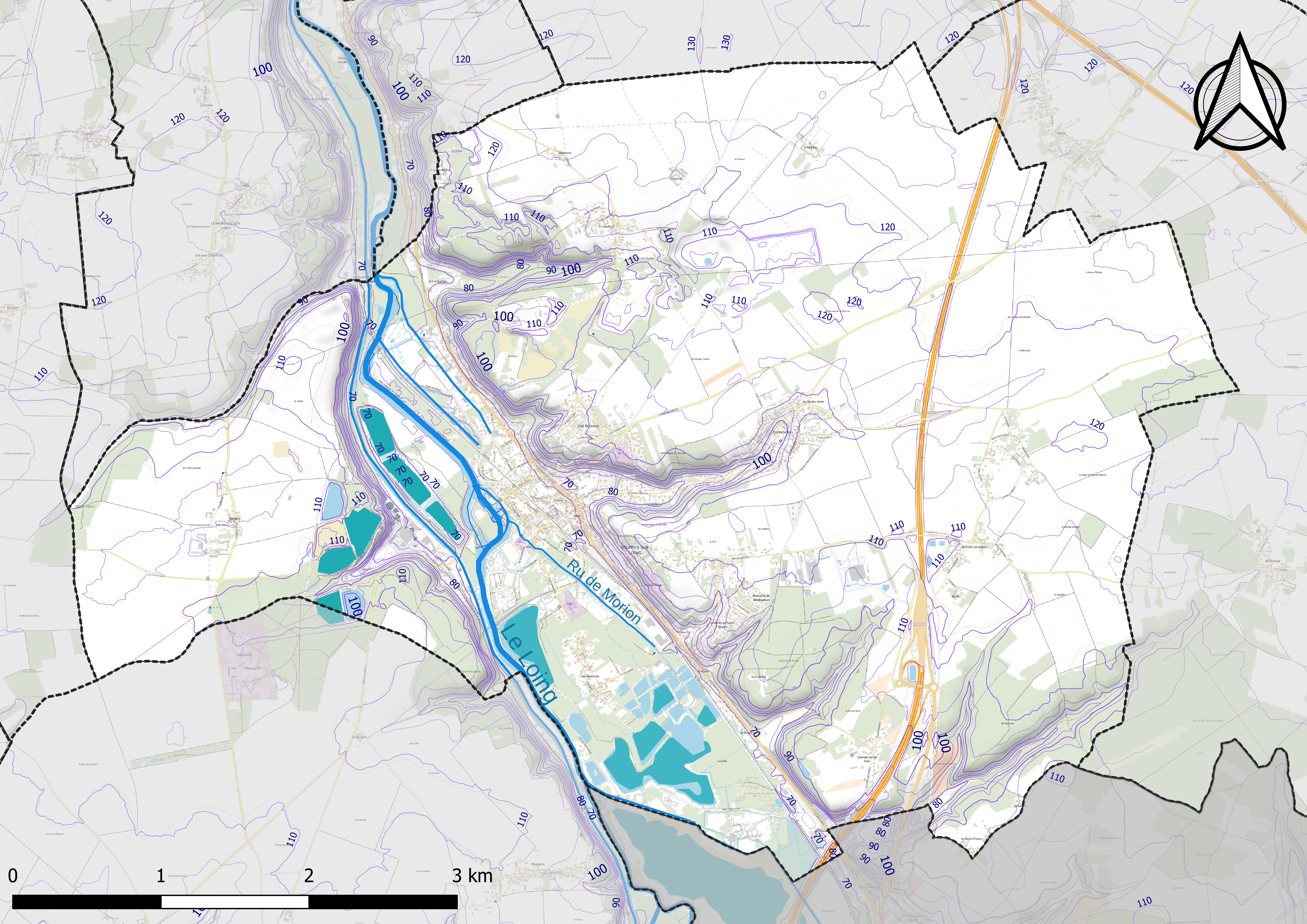
Carte du relief de Souppes-sur-Loing.
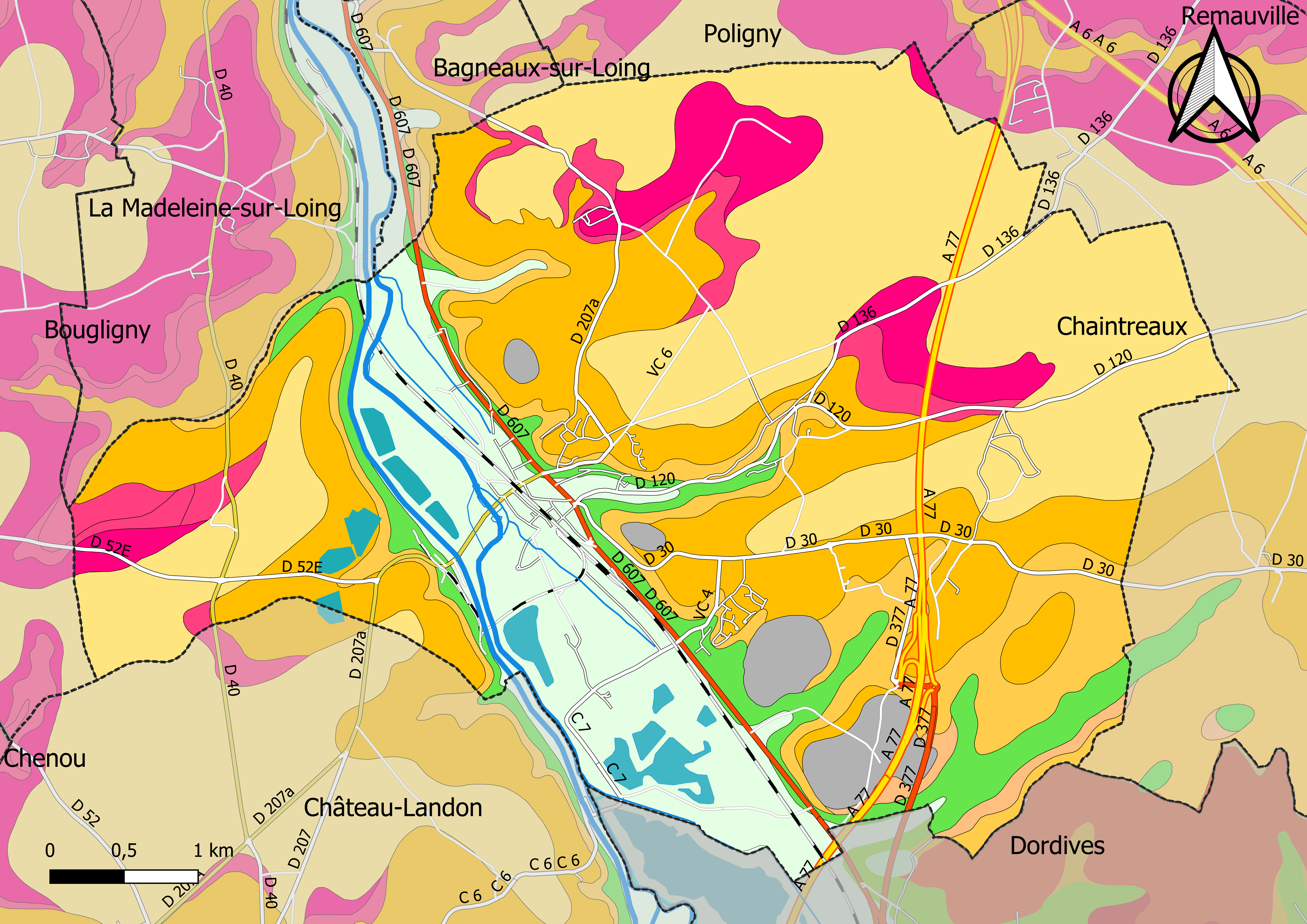
Carte géologique vectorisée et harmonisée de Souppes-sur-Loing.

|  | LP : | Limon des plateaux de composition argilo-marneuse.                       |
|  | Fz : | Alluvions récentes : limons, argiles, sables, tourbes localement.        |
|  | Fx : | Alluvions anciennes (moyenne terrasse de 10-20 m) : sables et graviers . |

|  | g1CE : | Calcaire d'Étampes, meulières, marnes, calcaires du Gâtinais.                                        |
|  | g1GF : | Grès de Fontainebleau en place ou remaniés (grésification quaternaire de sables Stampiens dunaires). |
|  | g1SF : | Sables de Fontainebleau, accessoirement grès en place ou peu remanié (versant).                      |

|  | e7C :  | Calcaire de Champigny, Calcaire de Château-Landon, marnes de Nemours.             |
|  | e4AP : | Argile plastique sables et grès.                                                  |
|  | e4PP : | Poudingue à chailles conglomérat à silex, formation de Pers-en-Gâtinais (Loiret). |

|  | C5Cr-BE : | Craie blanche à silex à Belemnitida. |

La commune est classée en zone de sismicité 1, correspondant à une sismicité très faible.

### Hydrographie

#### Réseau hydrographique

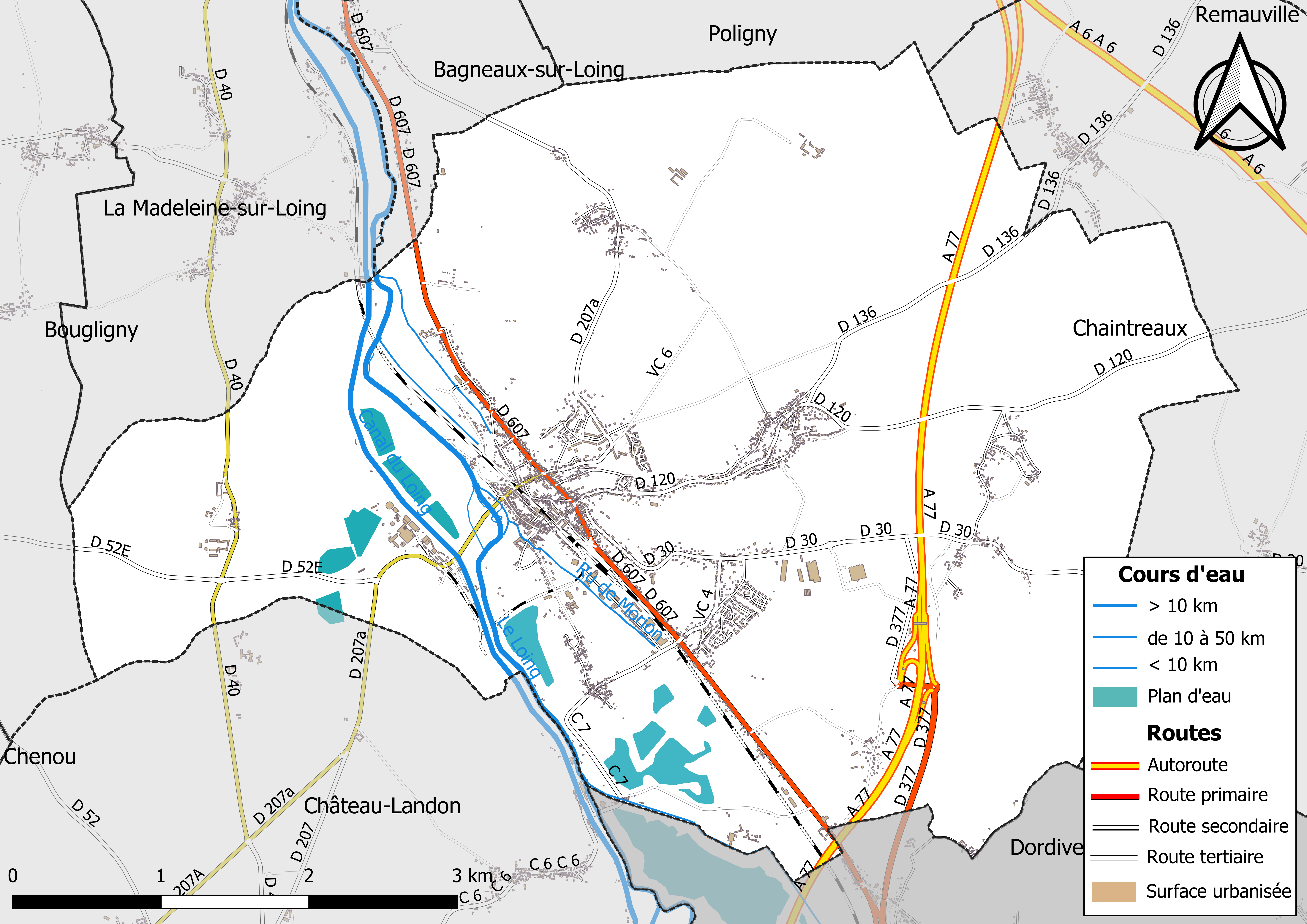
Carte des réseaux hydrographique et routier de Souppes-sur-Loing.

Le réseau hydrographique de la commune se compose de quatorze cours d'eau référencés :
- la rivière le Loing, longue de 142,7 km[11], affluent en rive gauche de la Seine, ainsi que :
  - un bras de 0,02 km[12] ;
  - un bras de 0,07 km[13] ;
  - un bras de 0,09 km[14] ;
  - un bras de 0,11 km[15] ;
  - un bras de 0,15 km[16] ;
  - un bras de 0,21 km[17] ;
  - un bras de 0,46 km[18] ;
    - le ru de Morion, 1,34 km[19], qui conflue avec un  bras du Loing ;

  - un bras de 0,50 km[20] ;
  - le canal  01 de Cercanceaux, de 2,55 km[21], et ;
  - le canal 01 de la Ferme de Lestumière, de 1,00 km[22], et ;
  - le canal 01 du Manoir de Beau Moulin, 1,40 km[23], qui confluent avec le Loing ;
- le canal du Loing, long de 47,8 km[24].

La longueur totale des cours d'eau sur la commune est de 13,79 km.

#### Gestion des cours d'eau
Afin d’atteindre le bon état des eaux imposé par la Directive-cadre sur l'eau du 23 octobre 2000, plusieurs outils de gestion intégrée s’articulent à différentes échelles : le SDAGE, à l’échelle du bassin hydrographique, et le SAGE, à l’échelle locale. Ce dernier fixe les objectifs généraux d’utilisation, de mise en valeur et de protection quantitative et qualitative des ressources en eau superficielle et souterraine. Le département de Seine-et-Marne est couvert par six SAGE, au sein du bassin Seine-Normandie.
La commune fait partie du SAGE « Nappe de Beauce et milieux aquatiques associés », approuvé le 11 juin 2013. Le territoire de ce SAGE couvre deux régions, six départements et compte 681 communes, pour une superficie de 9 722 km2. Le pilotage et l’animation du SAGE sont assurés par le Syndicat mixte du pays Beauce Gâtinais en Pithiverais, qualifié de « structure porteuse ».

### Climat
Pour des articles plus généraux, voir Climat de l'Île-de-France et Climat de Seine-et-Marne.
En 2010, le climat de la commune est de type climat océanique dégradé des plaines du Centre et du Nord, selon une étude du CNRS s'appuyant sur une série de données couvrant la période 1971-2000. En 2020, Météo-France publie une typologie des climats de la France métropolitaine dans laquelle la commune est exposée à un climat océanique altéré et est dans la région climatique Nord-est du bassin Parisien, caractérisée par un ensoleillement médiocre, une pluviométrie moyenne régulièrement répartie au cours de l’année et un hiver froid (3 °C).
Pour la période 1971-2000, la température annuelle moyenne est de 11,1 °C, avec une amplitude thermique annuelle de 15,5 °C. Le cumul annuel moyen de précipitations est de 699 mm, avec 11,4 jours de précipitations en janvier et 7,6 jours en juillet. Pour la période 1991-2020, la température moyenne annuelle observée sur la station météorologique la plus proche, située sur la commune de Nemours à 10 km à vol d'oiseau, est de 12,0 °C et le cumul annuel moyen de précipitations est de 690,3 mm,. Pour l'avenir, les paramètres climatiques de la commune estimés pour 2050 selon différents scénarios d'émission de gaz à effet de serre sont consultables sur un site dédié publié par Météo-France en novembre 2022.

### Milieux naturels et biodiversité

#### Espaces protégés
La protection réglementaire est le mode d’intervention le plus fort pour préserver des espaces naturels remarquables et leur biodiversité associée,.
Deux espaces protégés sont présents dans la commune : 
- la zone centrale de la réserve de biosphère « Fontainebleau et Gâtinais », créée en 1998 et d'une superficie totale de 150 544 ha (46 056 ha pour la zone centrale). Cette réserve de biosphère, d'une grande biodiversité, comprend trois grands ensembles : une grande moitié ouest à dominante agricole, l’emblématique forêt de Fontainebleau au centre, et le Val de Seine à l’est. La structure de coordination est l'Association de la Réserve de biosphère de Fontainebleau et du Gâtinais, qui comprend un conseil scientifique et un Conseil Education, unique parmi les Réserves de biosphère françaises[37],[38].
- la zone de transition de la réserve de biosphère « Fontainebleau et Gâtinais », créée en 1998 et d'une superficie totale de 150 544 ha (95 595 ha pour la zone de transition). Cette réserve de biosphère, d'une grande biodiversité, comprend trois grands ensembles : une grande moitié ouest à dominante agricole, l’emblématique forêt de Fontainebleau au centre, et le Val de Seine à l’est. La structure de coordination est l'Association de la Réserve de biosphère de Fontainebleau et du Gâtinais, qui comprend un conseil scientifique et un Conseil Education, unique parmi les Réserves de biosphère françaises[37],[39].

#### Réseau Natura 2000

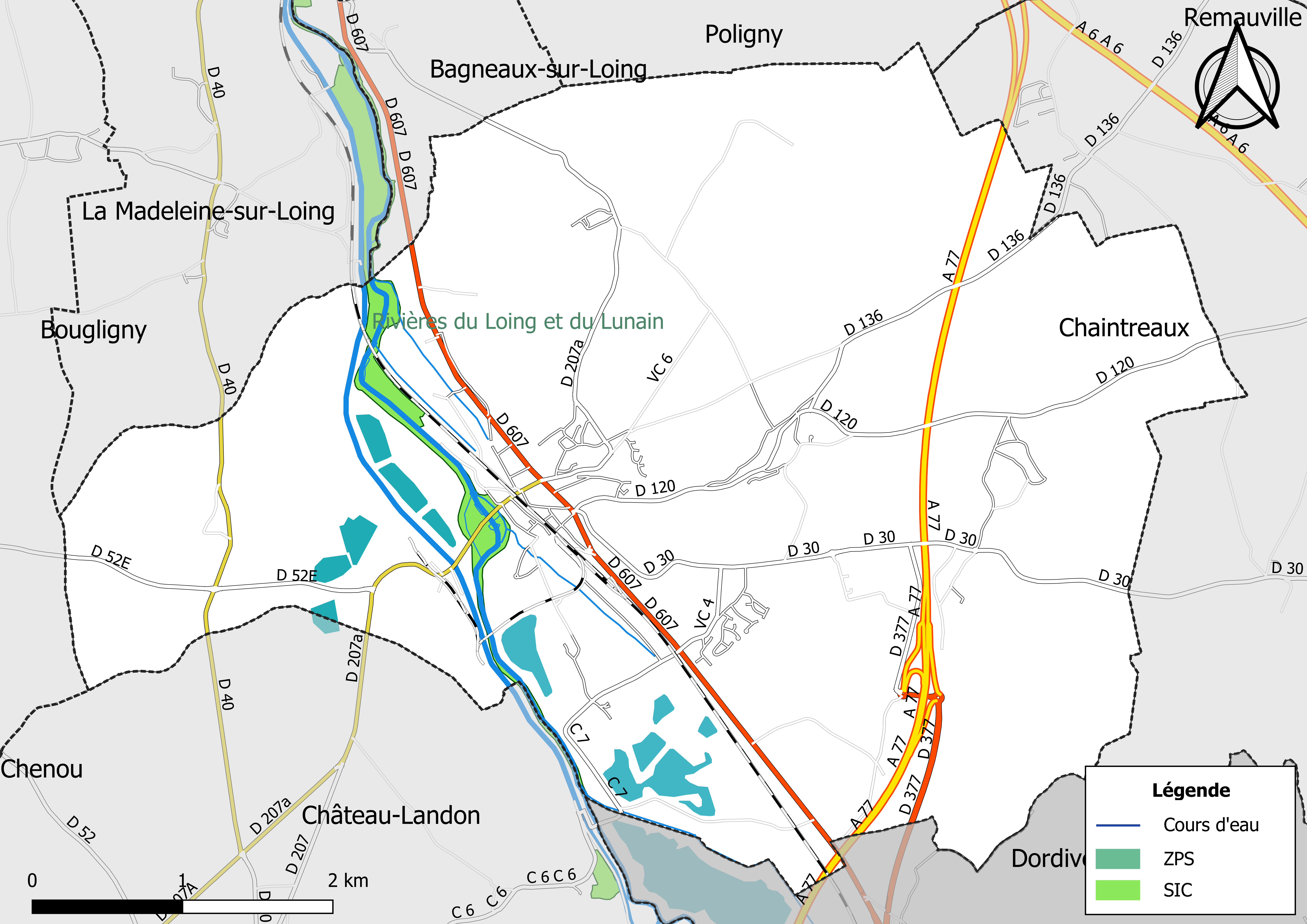
Sites Natura 2000 sur le territoire communal.

Le réseau Natura 2000 est un réseau écologique européen de sites naturels d’intérêt écologique élaboré à partir des Directives « Habitats » et « Oiseaux ». Ce réseau est constitué de Zones spéciales de conservation (ZSC) et de Zones de protection spéciale (ZPS). Dans les zones de ce réseau, les États Membres s'engagent à maintenir dans un état de conservation favorable les types d'habitats et d'espèces concernés, par le biais de mesures réglementaires, administratives ou contractuelles.
Un site Natura 2000 a été défini sur la commune au titre de la « directive Habitats », : 
- les « Rivières du Loing et du Lunain », d'une superficie de 400 ha, deux vallées de qualité remarquable pour la région Île-de-France accueillant des populations piscicoles diversifiées dont le Chabot, la Lamproie de Planer, la Loche de Rivière et la Bouvière[42],[43].

#### Zones naturelles d'intérêt écologique, faunistique et floristique
L’inventaire des zones naturelles d'intérêt écologique, faunistique et floristique (ZNIEFF) a pour objectif de réaliser une couverture des zones les plus intéressantes sur le plan écologique, essentiellement dans la perspective d’améliorer la connaissance du patrimoine naturel national et de fournir aux différents décideurs un outil d’aide à la prise en compte de l’environnement dans l’aménagement du territoire.
Le territoire communal de Souppes-sur-Loing comprend cinq ZNIEFF de type 1,, : 
- le « Coteau de Bellevue » (0,75 ha)[45] ;
- l'« Ile de Pont de Souppes et berges du Loing » (28,56 ha)[46] ;
- les « Marais de Cercanceaux et plan d'eau de Varennes » (100,02 ha)[47] ;
- le « Marais de la Madeleine » (22,49 ha), couvrant 2 communes du département[48] ;
- les « Marais de Souppes-sur-Loing » (8,87 ha)[49] ;

et une ZNIEFF de type 2,, 
la « vallée du Loing entre Nemours et Dordives » (1 059,63 ha), couvrant 7 communes dont 1 dans le Loiret et 6 en Seine-et-Marne.

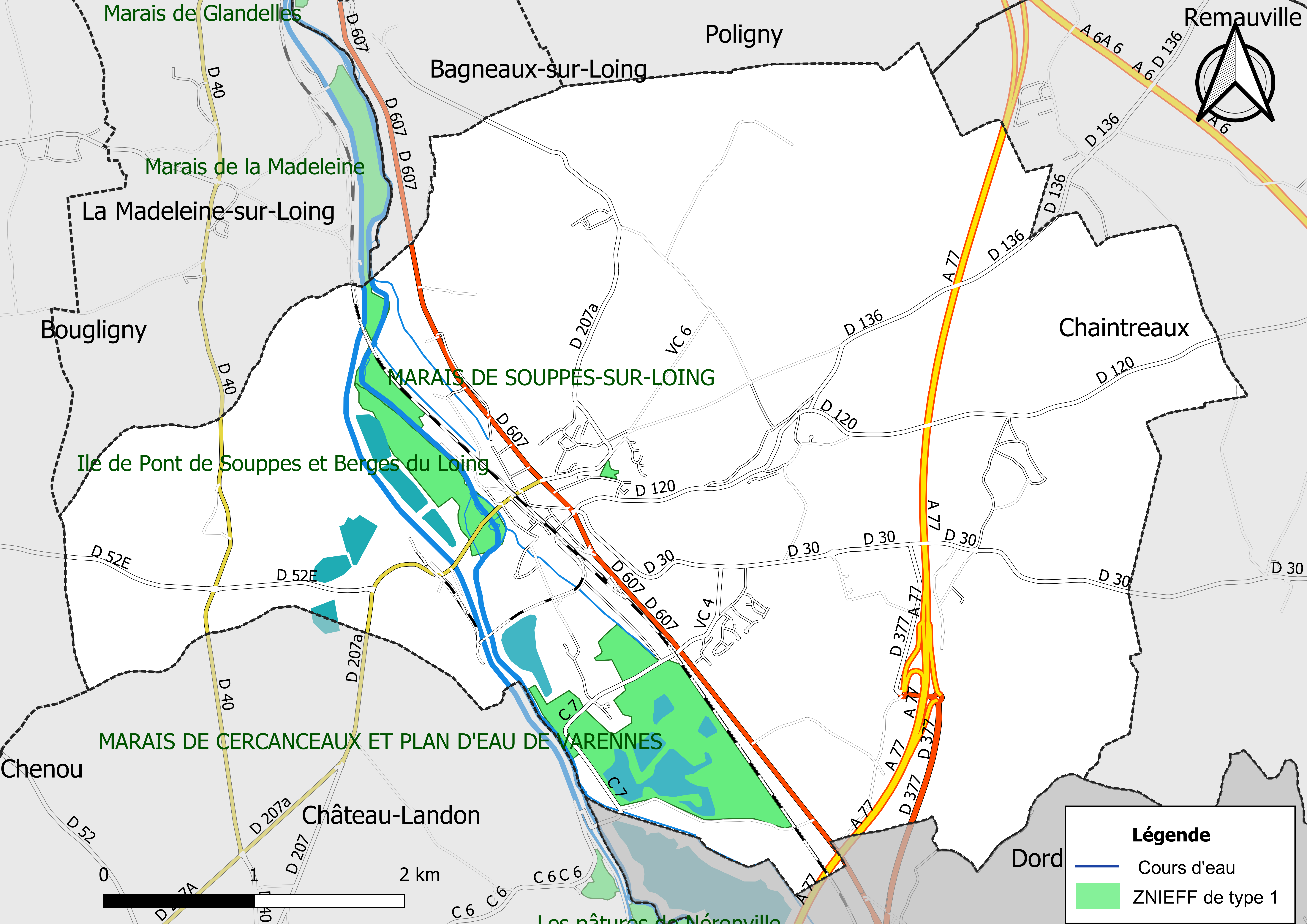
Carte des ZNIEFF de type 1 de la commune.
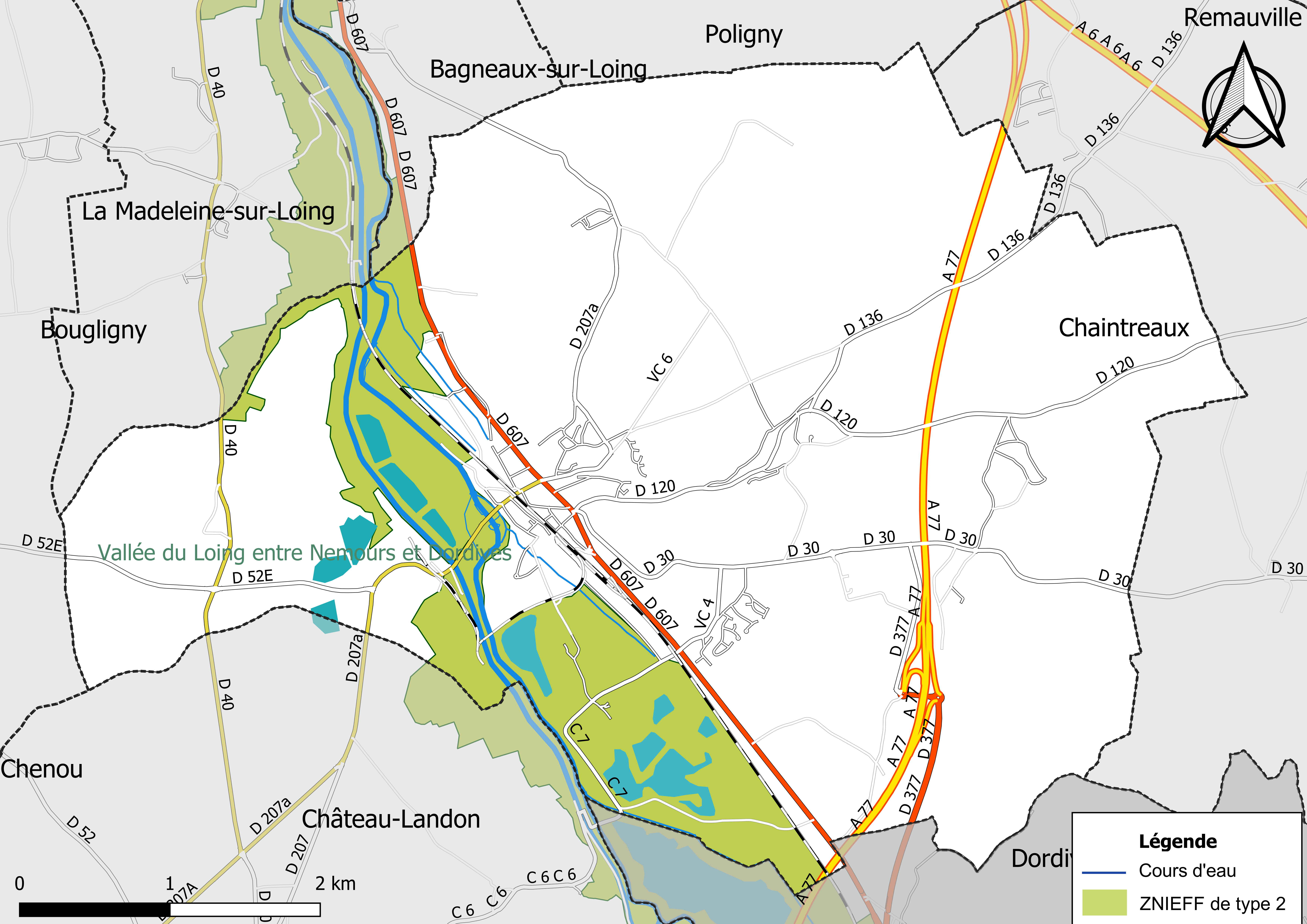
Carte des ZNIEFF de type 2 de la commune.

## Urbanisme

### Typologie
Au 1er janvier 2024, Souppes-sur-Loing est catégorisée bourg rural, selon la nouvelle grille communale de densité à sept niveaux définie par l'Insee en 2022.
Elle appartient à l'unité urbaine de Souppes-sur-Loing, une agglomération inter-régionale regroupant deux  communes, dont elle est ville-centre,,. Par ailleurs la commune fait partie de l'aire d'attraction de Paris, dont elle est une commune de la couronne,. Cette aire regroupe 1 929 communes,.

### Occupation des sols
L'occupation des sols de la commune, telle qu'elle ressort de la base de données européenne d’occupation biophysique des sols Corine Land Cover (CLC), est marquée par l'importance des territoires agricoles (59,6 % en 2018), en diminution par rapport à 1990 (65,3 %). La répartition détaillée en 2018 est la suivante : 
terres arables (49,94 %), 
forêts (17,84 %), 
zones agricoles hétérogènes (9,69 %), 
zones urbanisées (8,93 %), 
mines, décharges et chantiers (6,63 %), 
zones industrielles ou commerciales et réseaux de communication (3,61 %), 
eaux continentales (1,92 %), 
espaces verts artificialisés, non agricoles (1,44 %).
| Type d’occupation | 1990        | 1990    | 2018        | 2018    | Bilan      |
| --- | ----------- | ------- | ----------- | ------- | ---------- |
| Territoires artificialisés (zones urbanisées, zones industrielles ou commerciales et réseaux de communication, mines, décharges et chantiers, espaces verts artificialisés ou non agricoles) | 357,32 ha   | 12,97 % | 567,85 ha   | 20,60 % | 210,54 ha  |
| Territoires agricoles (terres arables, cultures permanentes, prairies, zones agricoles hétérogènes)                                                                                          | 1 798,82 ha | 65,27 % | 1 643,58 ha | 59,64 % | −155,24 ha |
| Forêts et milieux semi-naturels (forêts, milieux à végétation arbustive et/ou herbacée, espaces ouverts sans ou avec peu de végétation)                                                      | 547,21 ha   | 19,85 % | 491,65 ha   | 17,84 % | −55,55 ha  |
| Surfaces en eau (eaux continentales, eaux maritimes) | 52,67 ha    | 1,91 %  | 52,93 ha    | 1,92 %  | 0,26 ha    |

Parallèlement, L'Institut Paris Région, agence d'urbanisme de la région Île-de-France, a mis en place un inventaire numérique de l'occupation du sol de l'Île-de-France, dénommé le MOS (Mode d'occupation du sol), actualisé régulièrement depuis sa première édition en 1982. Réalisé à partir de photos aériennes, le Mos distingue les espaces naturels, agricoles et forestiers mais aussi les espaces urbains (habitat, infrastructures, équipements, activités économiques, etc.) selon une classification pouvant aller jusqu'à 81 postes, différente de celle de Corine Land Cover,,. L'Institut met également à disposition des outils permettant de visualiser par photo aérienne l'évolution de l'occupation des sols de la commune entre 1949 et 2018.

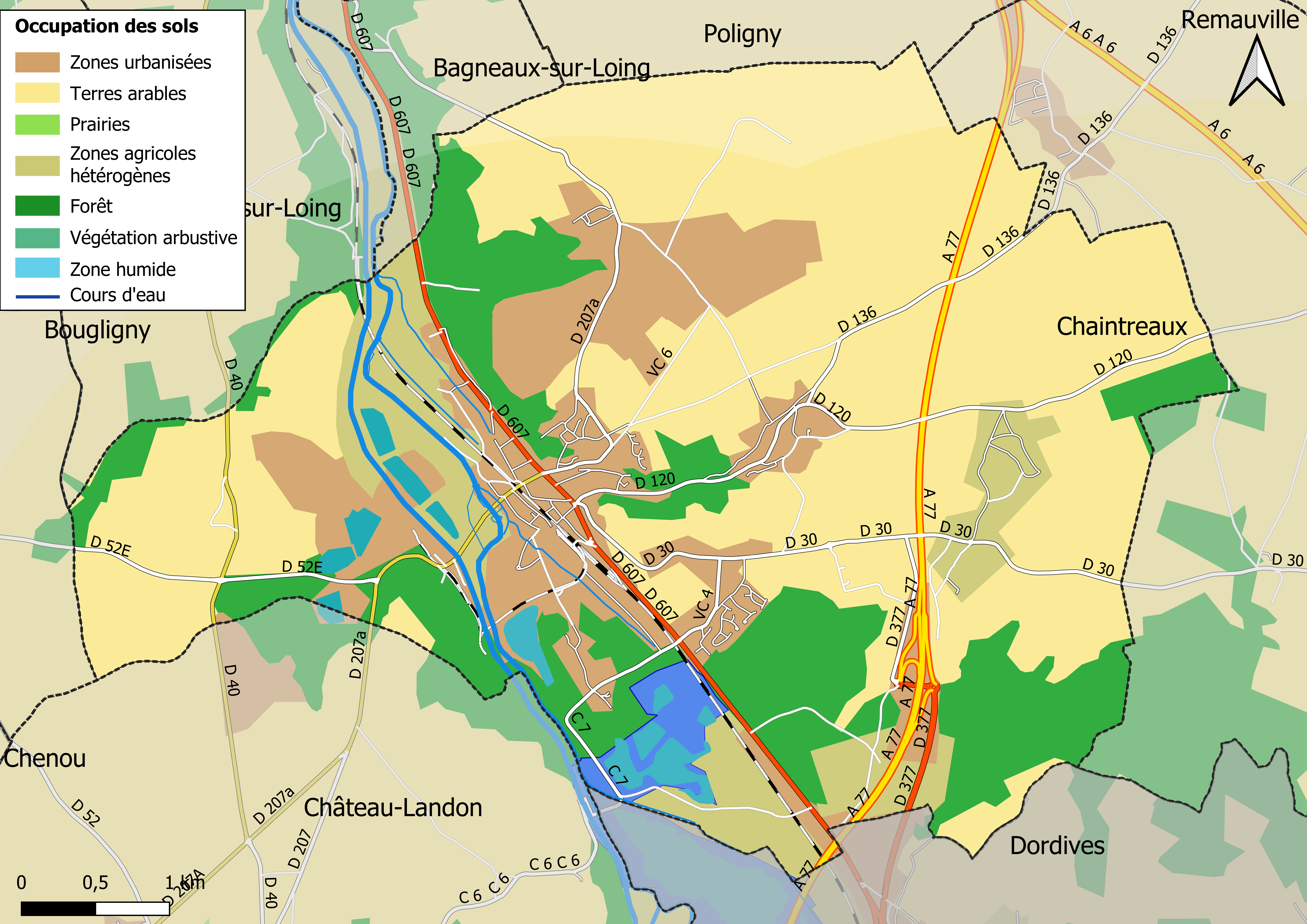
Carte des infrastructures et de l'occupation des sols en 2018 (CLC) de la commune.
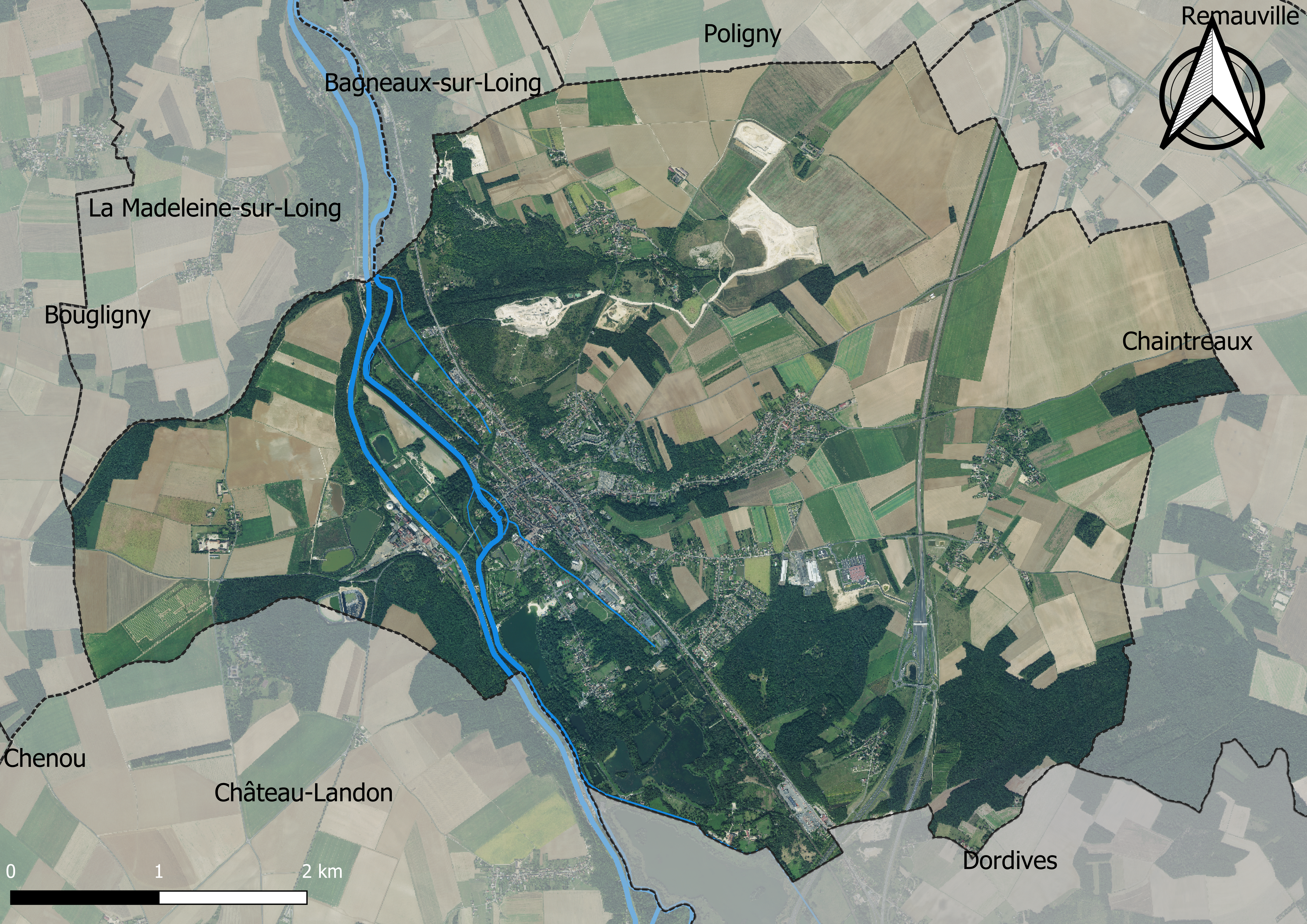
Carte orhophotogrammétrique de la commune.

### Planification
La loi SRU du 13 décembre 2000 a incité les communes à se regrouper au sein d’un établissement public, pour déterminer les partis d’aménagement de l’espace au sein d’un SCoT, un document d’orientation stratégique des politiques publiques à une grande échelle et à un horizon de 20 ans et s'imposant aux documents d'urbanisme locaux, les PLU (Plan local d'urbanisme). La commune est dans le territoire du SCOT Nemours Gâtinais, approuvé le 5 juin 2015 et porté par le syndicat mixte d’études et de programmation (SMEP) Nemours-Gâtinais.
La commune disposait en 2019 d'un plan local d'urbanisme approuvé. Le zonage réglementaire et le règlement associé peuvent être consultés sur le Géoportail de l'urbanisme.

### Lieux-dits et écarts

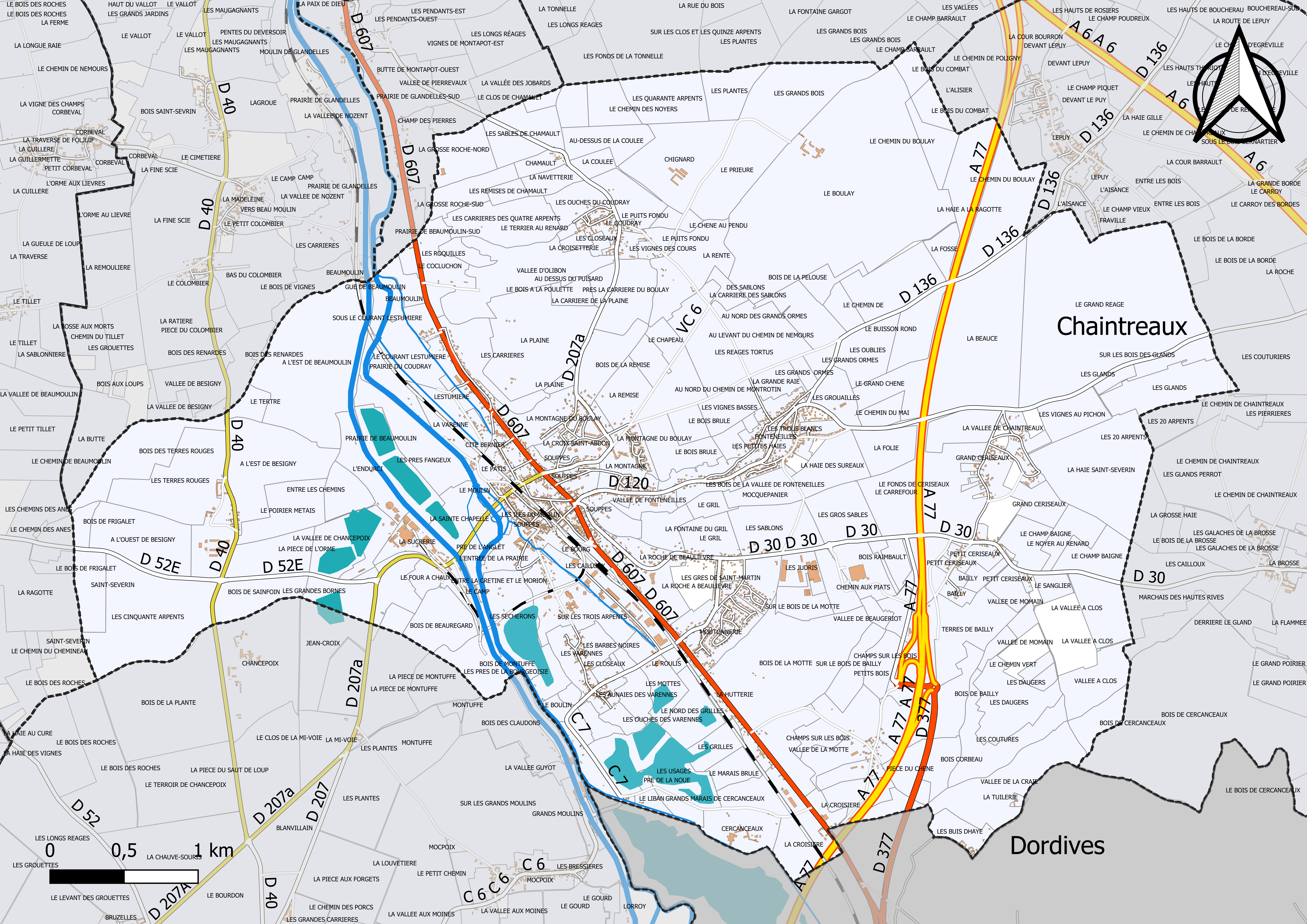
Carte du cadastre de la commune de Souppes-sur-Loing.

La commune compte 223 lieux-dits administratifs répertoriés consultables ici dont le Coudray, le Boulay, Fonteneilles, Grand Ceriseaux, Petit Ceriseaux, les Grés de Saint-Martin, Cercanceaux, les Varennes, Bésigny (source : le fichier Fantoir).

### Logement
En 2017, le nombre total de logements dans la commune était de 2 572 dont 67,9 % de maisons (maisons de ville, corps de ferme, pavillons, etc.) et 31,6 % d'appartements.
Parmi ces logements, 84,7 % étaient des résidences principales, 2,3 % des résidences secondaires et 12,9 % des logements vacants.
La part des ménages fiscaux propriétaires de leur résidence principale s'élevait à 59,2 % contre 39 % de locataires dont, 19,3 % de logements HLM loués vides (logements sociaux) et, 1,8 % logés gratuitement.

### Voies de communication et transports

#### Voies de communication
La ligne de chemin de fer de Moret - Veneux-les-Sablons à Lyon-Perrache traverse du nord-ouest au sud-est le territoire de la commune.
L'autoroute A77 traverse, du nord au sud, la partie est du territoire de la commune. L'échangeur no 17, situé au sud-est de la commune, est accessible par les routes départementales D 30 et D 377.
Plusieurs routes départementales relient Souppes-sur-Loing aux communes voisines :
- la D 30, à Chaintreaux, à l'est ;
- la D 40, à la Madeleine-sur-Loing, au nord-ouest ; à Château-Landon, au sud-ouest ;
- la D 52E, à Bouligny, à l'ouest ;
- la D 120, à Chaintreaux, à l'est ;
- la D 136, à Chaintreaux, au nord-est ;
- la D 207A, à Bageaux-sur-Loing au nord ; à Château-Landon, au sud-ouest ;
- la D 377, à Dordives, au sud ;
- la D 607 (ancienne route nationale 7), à Bagneaux-sur-Loing, au nord ; à Dordives, au sud-est.

La rivière le Loing et le canal du Loing traversent la commune du sud au nord.

#### Transports

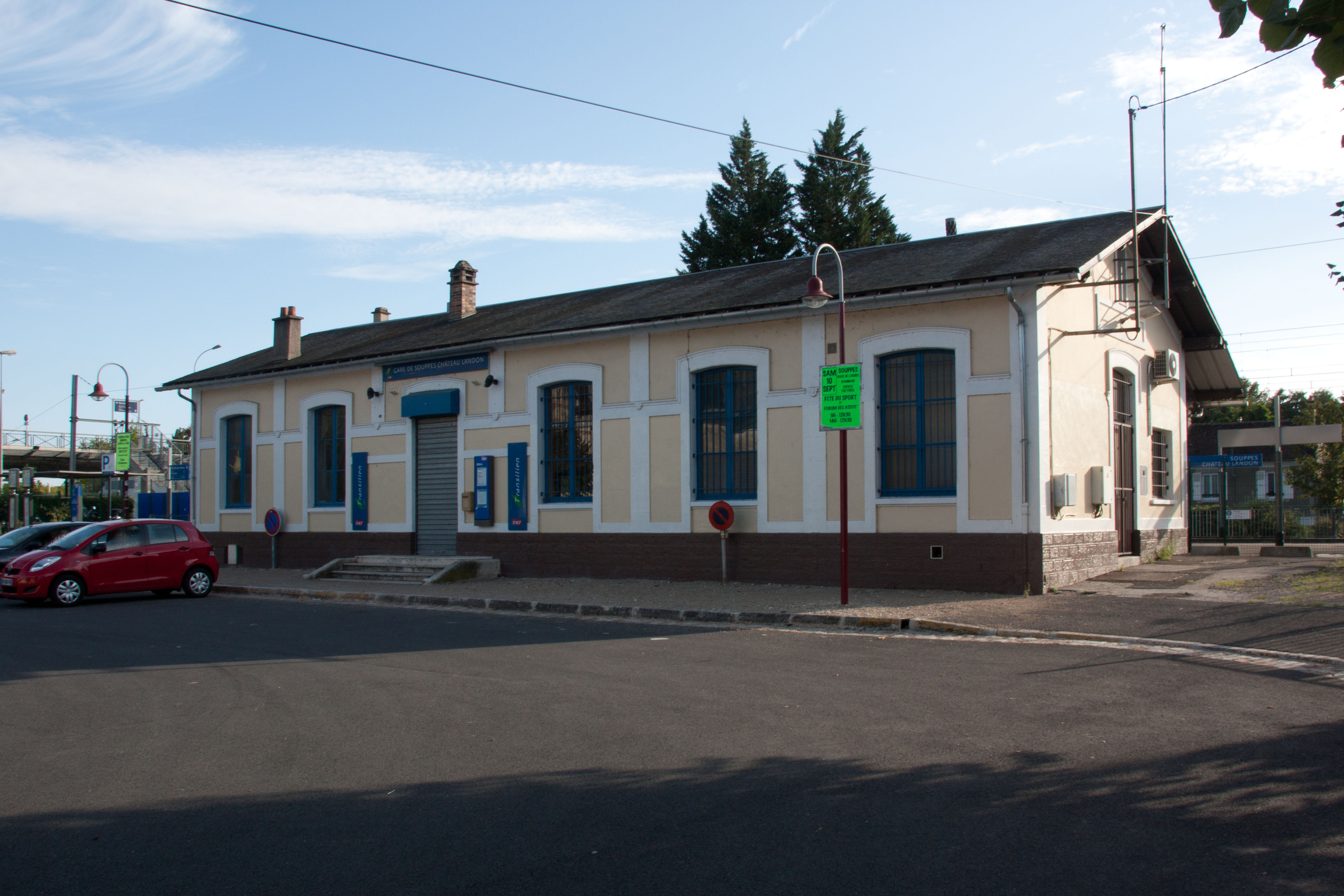
Le bâtiment voyageurs de la gare de Souppes - Château-Landon.

La gare de Souppes - Château-Landon, située sur le territoire la commune de Souppes-sur-Loing, est desservie par les trains de la ligne R du réseau Transilien qui effectuent les liaisons Paris - Montargis.
Souppes-sur-Loing est desservie par plusieurs lignes du réseau de bus Vallée du Loing - Nemours :
- la ligne 11A, qui relie Souppes-sur-Loing à Nemours ;
- la ligne 11B, qui relie Château-Landon à Nemours ;
- la ligne 11C, qui relie Souppes-sur-Loing à Nemours ;
- la ligne 11D, qui relie Bransles à Souppes-sur-Loing ;
- la ligne 12A, qui relie Château-Landon à Nemours ;
- la ligne 12B, qui relie Mondreville à Saint-Pierre-lès-Nemours ;
- la ligne 14A, qui relie Château-Landon à Souppes-sur-Loing ;
- la ligne 14B, qui relie la gare de Souppes-sur-Loing au Coudray ;
- la ligne 17B, qui relie Souppes-sur-Loing à Héricy ;
- la ligne 18B, qui relie Château-Landon à Montereau-Fault-Yonne ;
- la ligne 34, qui relie Château-Landon à Melun.

## Toponymie
Le nom de la localité est mentionné sous les formes Supae vers 1090 ; Villa mea Supis en 1199 ; Soupas en 1242 ; Parochia de Sopis en 1259 ; Sopas en 1313 ; Soppes en 1458 ; Souppes en 1793 ; Soupes en 1801.
Le nom de Souppes-sur-Loing a été substitué à celui de Souppes par décret du 6 août 1922.
Toponyme issu du mot pluriel du bas latin, d'origine germanique suppae qui signifie « sol détrempé », soupe au sens de « marécage ». « Le Loing y entretient de nombreux marécages de la consistance d'une soupe ». En effet, le Loing divaguait fréquemment hors de son lit, formant des marécages que les moines de l'abbaye de Cercanceaux se sont employés à assainir.

## Histoire

### De la préhistoire à l'an mil
La vallée du Loing fut l'un des aboutissements de la civilisation danubienne au Néolithique. Plus de trente polissoirs sur les communes de Nemours, Poligny, La Madeleine-sur-Loing, Château-Landon et Souppes sont présents aujourd'hui, témoins de cette première vie sédentaire. Huit de ces polissoirs sont classés Monuments Historiques sur les villes de Souppes et Bagneaux-sur-Loing. Tous les silex taillés trouvés sur les plateaux alentour montrent que le peuplement est encore plus ancien. La présence d'un site d'époque gauloise et de plusieurs sites de villas gallo-romaines connus sur le territoire de la commune montrent la continuité de l’occupation.

### De l'an 1000 à la Révolution
La tour achetée en 1312 par le chapitre de la Sainte-Chapelle du Palais Royal de Paris transformée en maison d’habitation à la veille de la Révolution, est au centre de la ville. Les écrits qui la mentionnent[Lesquels ?], comme l’examen de sa construction, la datent de l’époque gallo-romaine.
Le récit de Tournai, doit être lu entre légende et histoire. L’écrit au XIIe siècle par Hériman, abbé de Saint-Martin de Tournai appartient bien à l’histoire. Au IXe siècle, un chevalier de Souppes serait allé combattre les Normands sur l'Escaut, mais aujourd'hui les faits sont considérés comme des légendes.
Les vestiges architecturaux anciens sont rares dans la ville mais d'autant plus précieux. Les petits chapiteaux et leurs tailloirs qui se trouvent au pied du pignon ouest de l'église sont datés du XIe siècle. Ornés de sculptures archaïques, ce sont ceux du portail de la primitive église Sainte-Marie-de-Souppes qui date de 1090. En 1130, Henri, archevêque de Sens, confirme à l'Abbé Ernaud, abbé de l'abbaye Saint-Florentin de Bonneval près de Chartres, la possession de l'église de Souppes. Un prieuré bénédictin est fondé par Bonneval et est établi autour de Sainte-Marie-de-Souppes. Plus tardivement et jusqu’à la Révolution, il prendra le nom de prieuré Saint-Clair et Saint-Léger. Le portail de Sainte-Marie-de-Souppes devient l'entrée du prieuré. C'est en prolongation de celui-ci que l'église actuelle, beau gothique naissant, classée Monument historique, est construite à la fin du XIIe siècle.
En septembre 1250, Gilon, archevêque de Sens, considérant que l'église de Souppes était trop vaste, ordonne d'en démolir une partie du côté du prieuré. C'est ce qui explique la reconstruction et le style pur XIIIe siècle du pignon ouest avec ses deux fenêtres divisées par un meneau formant deux lancettes surmontées d'une rose à quatre redents, à profils simplement chanfreinés. À l'intérieur de cette église classée des XIIe et XIIIe siècles, un très beau retable en bois du XVIe siècle lui aussi classé et en provenance vraisemblable de l'ancienne abbaye cistercienne Sainte-Marie de Cercanceaux. En effet, à la fin du XIIe siècle, quelques moines cisterciens venant de la Cour Dieu en forêt d'Orléans vont venir fonder dans la vallée l'abbaye Sainte-Marie de Cercanceaux qui s'éteindra à la Révolution. C'est aujourd'hui une propriété privée.
En ce même XIIe siècle, aux autres extrémités de la commune actuelle s'établissent la Seigneurie du Boulay et la Seigneurie de Beaumoulin. Une autre église est construite au Boulay au XIIIe siècle donnant naissance à un second prieuré. Cette église en ruines était dédiée à Notre-Dame du Boulay, puis à Saint Fiacre, patron des jardiniers. La Seigneurie du Boulay sera élevée au rang de Marquisat au XVIIIe siècle, en relèveront Souppes, Poligny, Obsonville et autres lieux.
La période du Moyen Âge est jalonnée au hasard des textes par les noms de ceux qui sont liés au domaine : Thibaud de Souppes, Aubry de Souppes, Jean de Souppes, Galeran de Souppes. Le pont et plusieurs moulins sont régulièrement cités dans les textes[Lesquels ?].
Avec l'achèvement en 1642 du canal de Briare qui arrive à Montargis, la deuxième moitié du XVIIIe siècle a été la grande époque de la navigation sur la rivière. En effet, jusqu'au début du XVIIIe siècle, c'est sur la rivière de Loing, elle-même, que s'effectue l'importante navigation qui, remontant de la Loire par les canaux de Briare et d'Orléans, conduit le ravitaillement à Paris. Mais cette navigation était si dangereuse qu'elle était un art. En 1666, durant la traversée de la Prairie de Souppes, les îles tremblaient sous les pas des chevaux montants tellement le passage est bourbeux et difficile comme le disent les textes. Il faudra en venir à la construction du canal du Loing. Il sera terminé sous le règne de Louis XV en 1724 achevant la grande œuvre de la jonction Loire-Seine commencée en 1604 par Henri IV. Pour sa traversée dans Souppes, c'est le « Régiment Royale Marine » qui travaille au percement du canal. Les militaires campent à Souppes avec leurs familles comme le montrent les actes d'état civil de la paroisse[réf. souhaitée]. Sur le port de Souppes vont être taillées puis expédiées les tonnes de pierre nécessaires au développement de Paris, entre autres par Haussmann au XIXe siècle.

### De la Révolution auXXesiècle
Aux États généraux de mai 1789, c'est le curé de Souppes, Anne Alexandre Marie Thibault qui est élu par le bailliage de Nemours pour représenter le clergé. Actif partisan et acteur de la réunion des trois ordres, il est occupé au contrôle des pouvoirs. Quoi qu'il n'ait pas participé au Serment lui-même, David le représente sur son tableau du Serment du jeu de paume à titre symbolique. Le 1er février 1790, il est le premier maire élu de Souppes. Le premier maire figure donc sur ce tableau.
La Révolution se passe sans trop de heurts pour les vies humaines grâce au second maire élu, Thomas Chantrier, et aux élus qui l’entourent. Malgré tout, l'église de Souppes est occupée comme grenier à foin de 1793 à 1795. Celle du Boulay qui avait été reconstruite au XVIIIe est désaffectée et dépouillée. Celle de Sainte-Marie de Cercanceaux sera démolie après 1791, date où elle est vendue comme bien national. La paroisse du Boulay est rattachée à Souppes en 1794.
La culture du chanvre était importante à Souppes. Le 22 août 1832, par crainte d'une épidémie de choléra, on interdit à 60 à 80 habitants de Souppes de faire rouir le chanvre dans la rivière et pourtant « c'était à l'écoulement sans cesse renouvelé de l'eau que les chanvres de Souppes devaient leur supériorité sur tous les autres et que vouloir les forcer à rouir dans les endroits moins exposés au cours rapide de l'eau, c'était porter atteinte à la qualité des chanvres. »
Souppes va s'ouvrir à l'ère industrielle dès 1773 avec l'établissement d'une manufacture d'acier : atelier de forgeage qui utilise la force motrice de la rivière. Tous les ateliers ont disparu, seul se voit encore le bief qui, partant de la rivière, conduit aux vannes qui réglaient la chute d’eau activant les deux martinets.
À l’abbaye, c’est une papeterie qui va utiliser les bâtiments annexes et la grange aux dîmes qui va se développer dès 1791. Une sucrerie va être construite en 1873, entreprise toujours existante.

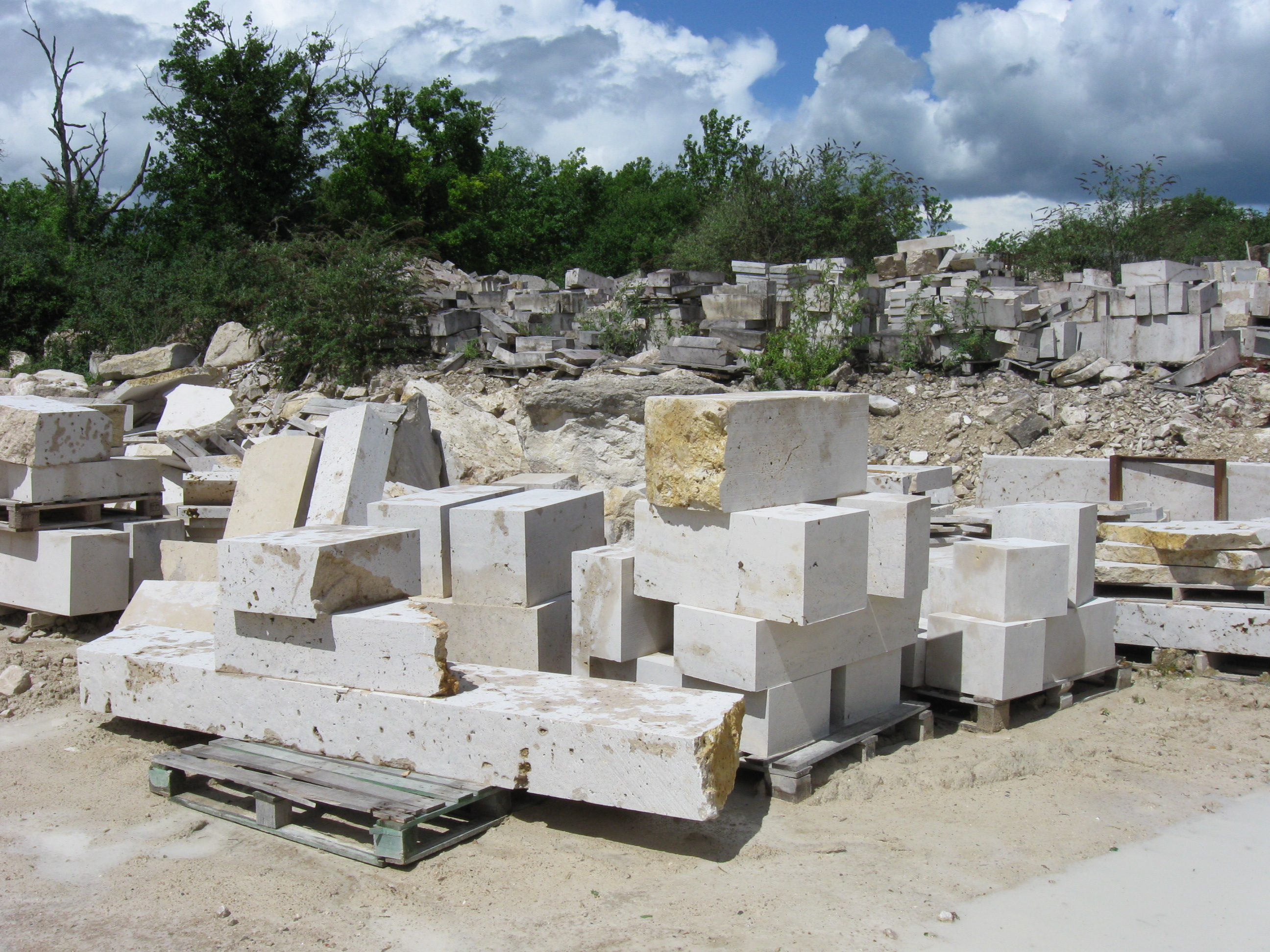
Carrière de la Grosse Roche.

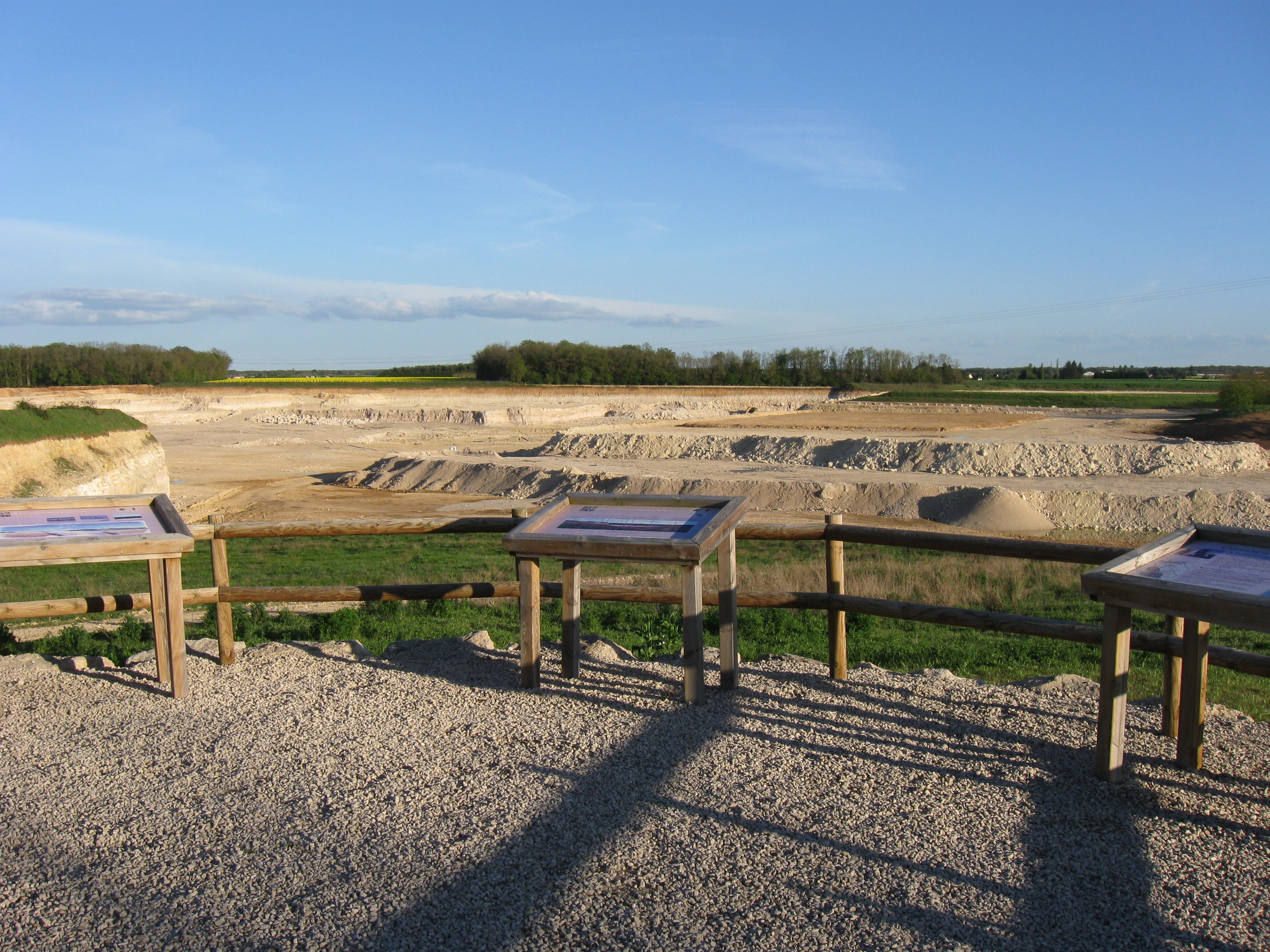
Point de vue aménagé à la carrière du Boulay.

L'exploitation de la pierre qui existe depuis des siècles va trouver son apogée au XIXe siècle. Les deux flancs de la vallée sont exploités. La première carrière, précise située dans la région, est celle de l'Endurcy : elle est exploitée pour la construction du canal et on la trouve sur les cartes de lattré de 1750. Le banc de pierre formé au Ludien, il y a quelque 35 millions d'années, traverse la vallée d'est en ouest et toutes les communes de cette partie du Gâtinais l'ont pour sous-sol. Plusieurs des grandes œuvres de pierre de Paris viennent de celui-ci : l'Arc de Triomphe vient d'une carrière de Château-Landon, la statue de sainte Geneviève et le pont de la Tournelle de Souppes, mais la grande œuvre commune est la basilique du Sacré-Cœur de Montmartre : Joseph Combe, maître carrier de Souppes reçoit la commande de l’extraction et de l’acheminement de la pierre, il fera travailler tous les carriers de la région dès la fin du XIXe siècle. On travaillera à cette œuvre jusqu’au milieu du XXe siècle. Le photographe Louis-Émile Durandelle qui va assurer le reportage photographique de la construction du Sacré-cœur mandaté par les hommes du Vœu National viendra à Souppes pour y photographier les carrières. C'est ainsi que dans la collection de la Bibliothèque Historique de la ville de Paris et dans la collection privée de la famille Combe figurent les carrières de Souppes et l'épure qui était sur le bord du canal. La mission photographique de Durandelle à Souppes s'est faite en 1885.
Ces carriers et ces tailleurs de pierre ont développé toute une vie sociale. Dès 1865 est fondée à Souppes, « la Société de Secours Mutuels de l'Ascension ». L'Ascension était et est encore aujourd'hui la fête des tailleurs de pierre. Deux sites d’exploitation sont toujours en activité sur le territoire de la commune.
L'ancien cimetière est déplacé en 1843. Il rassemble les fondateurs de la ville : les Frot, les Morisseau, les Roux conduits par les Thibault, les Chantrier, les Chaussy, les Ouvré ou les Combe.

### Époque contemporaine

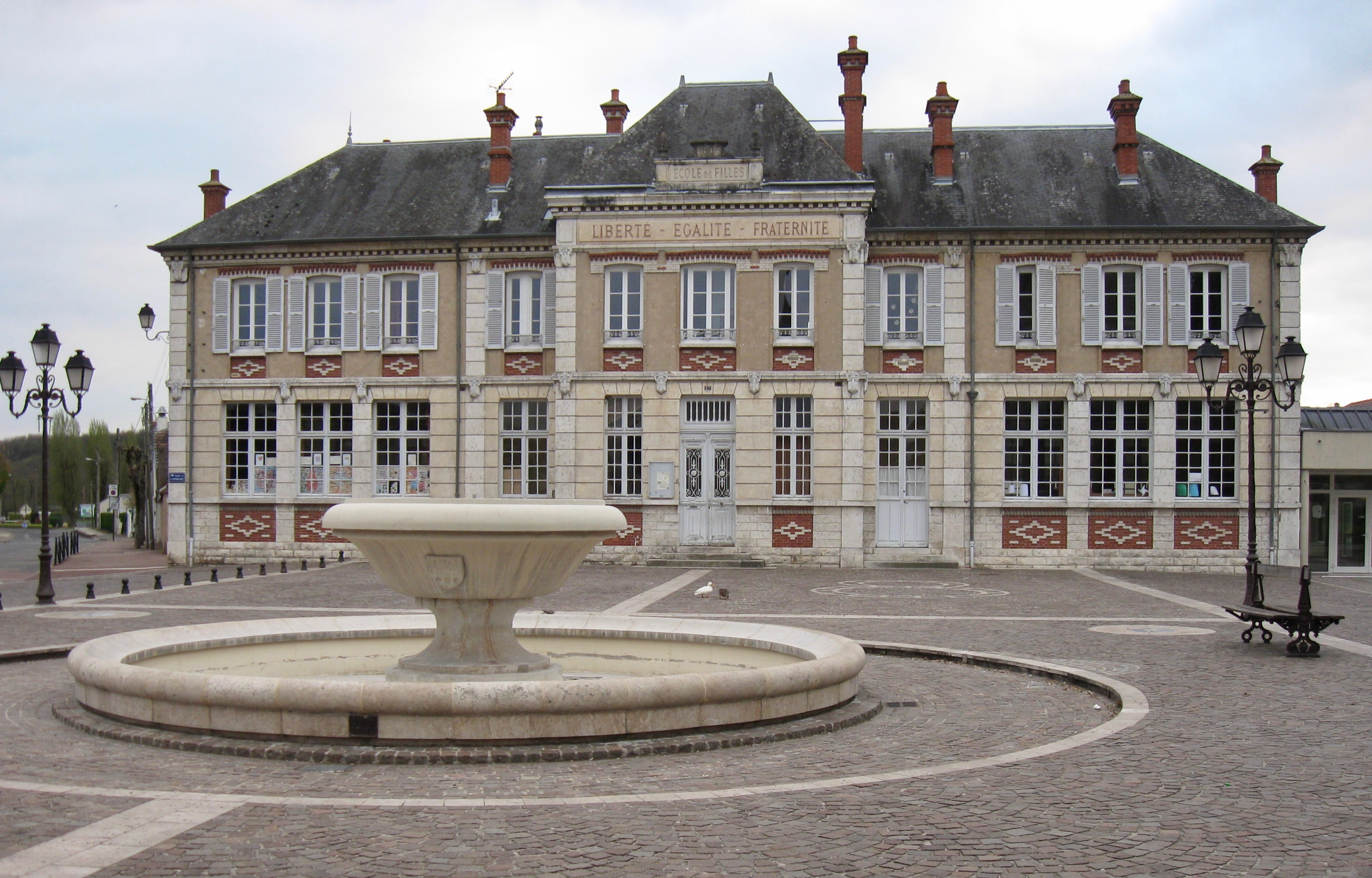
L'école et la fontaine, place de l'église.

- La place de Souppes est composée d'une fontaine et d'une école inaugurée en 1906. Le 5 décembre 1908, le syndicat des ouvriers du bâtiment de Souppes, de Château-Landon et de la région du Gâtinais est créé sur la place. Dans l'école le 25 mai 1911 jour de l’Ascension, un défilé et  l'inauguration de la Bourse du Travail eut lieu.
- Janvier 1910 : comme dans beaucoup de communes de la région, des inondations sans précédent se sont abattues, répandant partout l'angoisse, l'épouvante, la ruine et aussi la mort.
- En 1942, le réseau de Résistance de Souppes va entrer en contact avec celui qui existe déjà à Montargis. Cette liaison faite, Souppes va coordonner tout le Sud Seine-et-Marne. En 1944, le Pont de Souppes, au long passé stratégique, défendu par la Résistance, ne sera ni miné, ni détruit. Il permettra le passage de la 3e armée américaine qui fonçait sur Sens.
- Juin 2004 : une mini-tornade dévaste le parc animalier.
- août 2008 : une mini-tornade dévaste une partie de la commune dont le parc animalier, plusieurs routes ont été coupées pendant 2 à 3 heures.
- 1er juin 2016 : une crue majeure du Loing et de ses affluents, inonde une grande partie de la ville, battant ainsi le record de la crue de 1910.

## Politique et administration

### Liste des maires
| Période                                  | Période   | Identité             | Étiquette             | Qualité                                                                           |
| ---------------------------------------- | --------- | -------------------- | --------------------- | --------------------------------------------------------------------------------- |
| Les données manquantes sont à compléter. |           |                      |                       |                                                                                   |
| 1937                                     | 1940      | Claude-Félix Garrain | …                     | …                                                                                 |
| 1940                                     | 1943      | Gaston Frot          | …                     | …                                                                                 |
| 1943                                     | 1947      | Louis Lecoq          | …                     | …                                                                                 |
| 1947                                     | 1959      | Lucien Ray-Cala      | …                     | …                                                                                 |
| mars 1959                                | juin 1995 | Victor Prudhomme     | SFIO puis PS puis DVG | Vétérinaire Conseiller général de Château-Landon (1964 → 1982)                    |
| juin 1995                                | mars 2008 | Jean-Claude Thébault | PS                    | Professeur de collège                                                             |
| mars 2008                                | En cours  | Pierre Babut         | DVG puis SE           | Professeur de collège Vice-président de la CC Gâtinais-Val de Loing (2015 → 2020) |

### Jumelages
La ville de Souppes-sur-Loing n'est jumelée avec aucune autre communes internationale ou française.

## Équipements et services

### Eau et assainissement
L’organisation de la distribution de l’eau potable, de la collecte et du traitement des eaux usées et pluviales relève des communes. La loi NOTRe de 2015 a accru le rôle des EPCI à fiscalité propre en leur transférant cette compétence. Ce transfert devait en principe être effectif au 1er janvier 2020, mais la loi Ferrand-Fesneau du 3 août 2018 a introduit la possibilité d’un report de ce transfert au 1er janvier 2026,.

#### Assainissement des eaux usées
En 2020, la commune de Souppes-sur-Loing gère le service d’assainissement collectif (collecte, transport et dépollution) en régie directe, c’est-à-dire avec ses propres personnels.
L’assainissement non collectif (ANC) désigne les installations individuelles de traitement des eaux domestiques qui ne sont pas desservies par un réseau public de collecte des eaux usées et qui doivent en conséquence traiter elles-mêmes leurs eaux usées avant de les rejeter dans le milieu naturel. La commune assure le service public d'assainissement non collectif (SPANC), qui a pour mission de vérifier la bonne exécution des travaux de réalisation et de réhabilitation, ainsi que le bon fonctionnement et l’entretien des installations,.

#### Eau potable
En 2020, l'alimentation en eau potable est assurée par la commune qui en a délégué la gestion à la SAUR, dont le contrat expire le 31 décembre 2024,.
Les nappes de Beauce et du Champigny sont classées en zone de répartition des eaux (ZRE), signifiant un déséquilibre entre les besoins en eau et la ressource disponible. Le changement climatique est susceptible d’aggraver ce déséquilibre. Ainsi afin de renforcer la garantie d’une distribution d’une eau de qualité en permanence sur le territoire du département, le troisième Plan départemental de l’eau signé, le 3 octobre 2017, contient un plan d’actions afin d’assurer avec priorisation la sécurisation de l’alimentation en eau potable des Seine-et-Marnais. A cette fin a été préparé et publié en décembre 2020 un schéma départemental d’alimentation en eau potable de secours dans lequel huit secteurs prioritaires sont définis. La commune fait partie du secteur Bocage.

## Population et société

### Démographie
Les habitants de la commune sont appelés les Sulpiciens.
L'évolution du nombre d'habitants est connue à travers les recensements de la population effectués dans la commune depuis 1793. Pour les communes de moins de 10 000 habitants, une enquête de recensement portant sur toute la population est réalisée tous les cinq ans, les populations de référence des années intermédiaires étant quant à elles estimées par interpolation ou extrapolation. Pour la commune, le premier recensement exhaustif entrant dans le cadre du nouveau dispositif a été réalisé en 2006.

En 2022, la commune comptait 4 974 habitants, en évolution de −7,84 % par rapport à 2016 (Seine-et-Marne : +3,92 %, France hors Mayotte : +2,11 %).
| 1793  | 1800  | 1806  | 1821  | 1831  | 1836  | 1841  | 1846  | 1851  |
| ----- | ----- | ----- | ----- | ----- | ----- | ----- | ----- | ----- |
| 1 030 | 1 052 | 1 003 | 1 089 | 1 364 | 1 453 | 1 523 | 1 692 | 1 714 |

| 1856  | 1861  | 1866  | 1872  | 1876  | 1881  | 1886  | 1891  | 1896  |
| ----- | ----- | ----- | ----- | ----- | ----- | ----- | ----- | ----- |
| 1 802 | 1 849 | 2 125 | 2 221 | 2 483 | 2 892 | 3 099 | 3 423 | 3 351 |

| 1901  | 1906  | 1911  | 1921  | 1926  | 1931  | 1936  | 1946  | 1954  |
| ----- | ----- | ----- | ----- | ----- | ----- | ----- | ----- | ----- |
| 3 362 | 3 364 | 3 302 | 2 879 | 2 910 | 2 954 | 2 969 | 3 039 | 3 176 |

| 1962  | 1968  | 1975  | 1982  | 1990  | 1999  | 2006  | 2011  | 2016  |
| ----- | ----- | ----- | ----- | ----- | ----- | ----- | ----- | ----- |
| 3 612 | 4 437 | 4 351 | 4 326 | 4 851 | 5 348 | 5 531 | 5 494 | 5 397 |

| 2021  | 2022  | - | - | - | - | - | - | - |
| ----- | ----- | - | - | - | - | - | - | - |
| 5 114 | 4 974 | - | - | - | - | - | - | - |

### Enseignement
- Écoles maternelles le Boulay, Carnot.
- Écoles élémentaires le Boulay, le Centre.
- Collège Émile-Chevallier (de la 6e à la 3e).

### Manifestations culturelles et festivités
- La bourse aux jouets, la brocante, le marché des collectionneurs.
- La fête foraine, le week-end de la Pentecôte.
- Le duathlon de Souppes, le 1er novembre (environ 23 km de vélo et 8 km de course à pied).
- Le marché de Noël, chaque année sur la place de l'Église.
- Championnat départemental de tir aux armes anciennes samedi 7 avril 2019.

### Sports
- Vélo Club Sulpicien, tennis de table, club de karaté, basket, pétanque, tennis, badminton.
- Base de loisirs avec une plage de sable.
- Le Loing est très facile et très agréable à descendre en canoë ou kayak.
- Terrain de football, gymnase, bowling.
- Stand de tir longue distance (Association des Carabiniers de Souppes-sur-Loing, Route du Coudray).

## Économie
- Zone industrielle « Val du Loing », 178 commerçants et artisans.
- Carrières de granulats et de pierres.
- Sucrerie-distillerie (depuis 1873).

### Revenus de la population et fiscalité
En 2017, le nombre de ménages fiscaux de la commune était de 2 135 (dont 46 % imposés), représentant 5 343 personnes et la  médiane du revenu disponible par unité de consommation  de 19 140 euros.

### Emploi
En 2017 , le nombre total d’emplois dans la zone était de 1 200, occupant 1 938 actifs  résidants.
Le taux d'activité de la population (actifs ayant un emploi) âgée de 15 à 64 ans s'élevait à 57,7 % contre un taux de chômage de 14,9 %.
Les 27,4 % d’inactifs se répartissent de la façon suivante : 9,9 % d’étudiants et stagiaires non rémunérés, 6,9 % de retraités ou préretraités et 10,7 % pour les autres inactifs.

### Entreprises et commerces
En 2017, le nombre d'établissements actifs était de 120 dont 
4 dans l'agriculture-sylviculture-pêche, 12 dans l’industrie, 10 dans la construction, 77 dans le commerce-transports-services divers et 17  étaient relatifs au secteur administratif.
Ces établissements ont pourvu 1 013 postes salariés.
En 2019,  53 entreprises ont été créées sur le territoire de la commune, dont 41 individuelles.
Au 1er janvier 2020, la commune ne possédait aucun hôtel  mais un terrain  de camping disposant de  49 emplacements.

### Agriculture
Souppes-sur-Loing est dans la petite région agricole dénommée la « Bocage gâtinais », à l'extrême sud du département. En 2010, l'orientation technico-économique de l'agriculture sur la commune est la culture de céréales et d'oléoprotéagineux (COP).
Si la productivité agricole de la Seine-et-Marne se situe dans le peloton de tête des départements français, le département enregistre un double phénomène de disparition des terres cultivables (près de 2 000 ha par an dans les années 1980, moins dans les années 2000) et de réduction d'environ 30 % du nombre d'agriculteurs dans les années 2010. Cette tendance se retrouve au niveau de la commune où le nombre d’exploitations est passé de 15 en 1988 à 12 en 2010. Parallèlement, la taille de ces exploitations augmente, passant de 91 ha en 1988 à 122 ha en 2010.
Le tableau ci-dessous présente les principales caractéristiques des exploitations agricoles de Souppes-sur-Loing, observées sur une période de 22 ans : 
|                                      | 1988  | 2000  | 2010  |
| ------------------------------------ | ----- | ----- | ----- |
| Dimension économique,                |       |       |       |
| Nombre d’exploitations (u)           | 15    | 16    | 12    |
| Travail (UTA)                        | 26    | 23    | 14    |
| Surface agricole utilisée (ha)       | 1 362 | 1 489 | 1 466 |
| Cultures                             |       |       |       |
| Terres labourables (ha)              | 1 354 | 1 465 | 1 464 |
| Céréales (ha)                        | 1 005 | 1 003 | 1 014 |
| dont blé tendre (ha)                 | 581   | 645   | 570   |
| dont maïs-grain et maïs-semence (ha) | 130   | s     | 42    |
| Tournesol (ha)                       | 111   | 43    | 50    |
| Colza et navette (ha)                | 36    | 90    | 127   |
| Élevage                              |       |       |       |
| Cheptel (UGBTA)                      | 33    | 29    | 15    |

## Culture locale et patrimoine

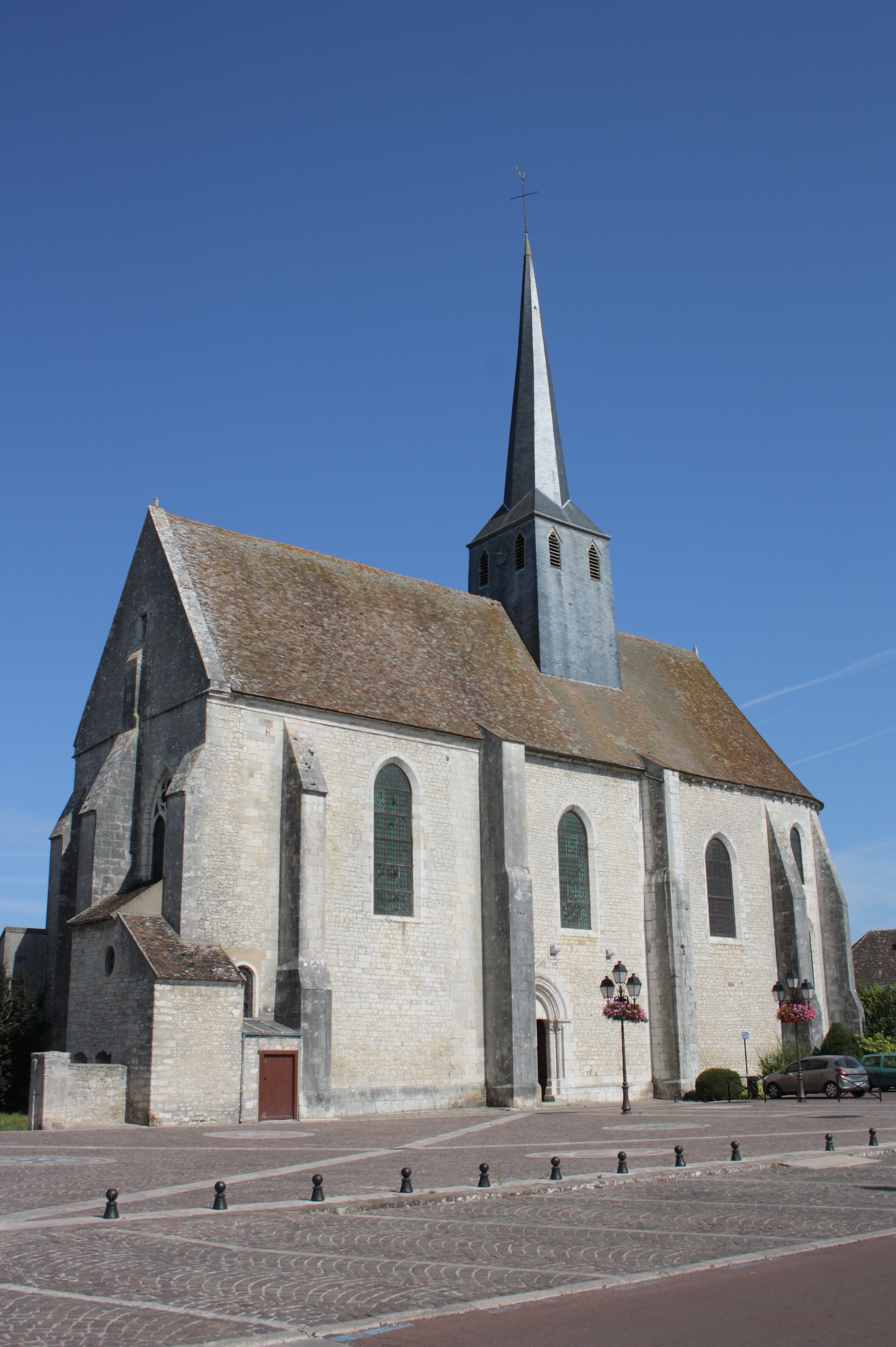
L'église Saint-Clair-Saint-Léger.

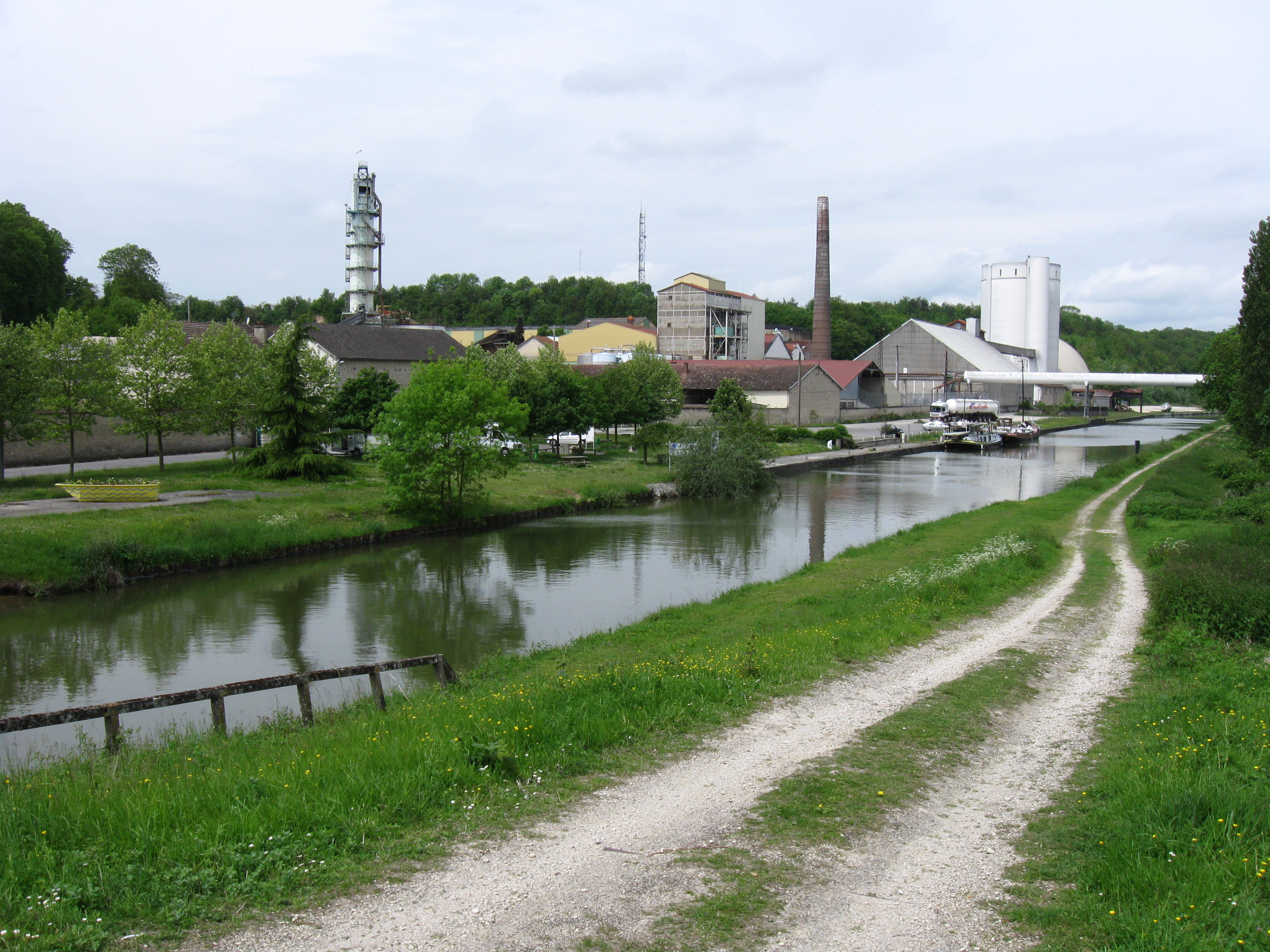
Le canal du Loing et la sucrerie.

### Lieux et monuments
- L'église Saint-Clair-Saint-Léger, classée au titre des monuments historiques[90],[91].
- L'abbaye de Cercanceaux, ancienne abbaye cistercienne fondée à la fin de l'année 1181 par des moines venus de l'abbaye de la Cour-Dieu près d'Orléans, inscrite au titre des monuments historiques[92].
- Polissoirs du Gué de Beaumoulin : groupe de sept polissoirs dont six classés au titre des monuments historiques[93].
- Le parc de l'Emprunt (parc animalier).
- Point de vue de la carrière du Boulay (aménagé par la société d'histoire et d'archéologie de Souppes).
- Véloroute aménagée le long du canal du Loing de Souppes à la frontière du Loiret (incluse dans la véloroute TransEuropéenne).
- Passage du sentier de grande randonnée GR13.
- Salle de vente de brocante de la communauté Béthanie : haut lieu du tourisme sulpicien, surnommé petites Galeries Lafayette.

### Personnalités liées à la commune
- Alexandre Thibaut (1747-1813), curé de Souppes. En 1789, député du clergé aux États Généraux, participe au serment du Jeu de paume, et est représenté sur le tableau de Jacques-Louis David.
- Gisèle Pascal (1921-2007), actrice, a vécu avec son mari Raymond Pellegrin à Souppes-sur-Loing, dans une propriété appelée « La Closerie ».

### Mythes, légendes et anecdotes
Le village de Souppes a été choisi par l'écrivain Michel Houellebecq comme décor de certaines scènes de son roman La Carte et le Territoire (2010). C'est en effet à Souppes (que Houellebecq situe maladroitement dans le Loiret), que l'auteur met en scène son propre assassinat.